# National Board of Review/Top Ten Filme
Die folgende Liste enthält die jeweils zehn US-amerikanischen Filme, die das National Board of Review ab 1929 zu den Besten Zehn des Jahres gewählt hat.
Die Jahreszahlen nennen die bewerteten Filmjahre. Mit einem Sternchen (*) gekennzeichnet sind die Titel, die mit dem Oscar als Bester Film ausgezeichnet wurden.

## Listen

### 1920er
- 1929:
  - Applaus
  - Broadway
  - Bulldog Drummond
  - Eine Nacht im Prater
  - Disraeli
  - Hallelujah
  - The Letter
  - Liebesparade
  - Paris Bound
  - The Valiant

### 1930er
- 1930:
  - Im Westen nichts Neues*
  - Holiday
  - Laughter
  - The Man from Blankleys
  - U 13
  - Marokko
  - Outward Bound
  - Romanze
  - Street of Chance
  - Tolable David

- 1931:
  - Pioniere des wilden Westens*
  - Lichter der Großstadt
  - Straßen der Weltstadt (City Streets)
  - Entehrt
  - The Front Page
  - The Guardsman
  - Quick Millions
  - Rango
  - Surrender
  - Tabu

- 1932:
  - Jagd auf James A.
  - Wie Du mich wünschst
  - A Bill of Divorcement
  - In einem anderen Land
  - Madame Racketeer
  - Payment Deferred
  - Scarface
  - Tarzan, der Affenmensch
  - Ärger im Paradies
  - Two Seconds

- 1933:
  - Topaze
  - Berkeley Square
  - Kavalkade*
  - Vier Schwestern
  - Mama Loves Papa
  - The Pied Piper
  - Sie tat ihm unrecht
  - Jahrmarktsrummel
  - Three-Cornered Moon
  - Zoo in Budapest

- 1934:
  - Es geschah in einer Nacht*
  - Das Rätsel von Monte Christo (The Count of Monte Cristo)
  - Crime Without Passion
  - Eskimo
  - The First World War
  - Die letzte Patrouille (The Lost Patrol)
  - Lot in Sodom
  - No Greater Glory
  - Der dünne Mann
  - Schrei der Gehetzten

- 1935:
  - Der Verräter
  - Alice Adams
  - Anna Karenina
  - David Copperfield
  - The Gilded Lily
  - Die Elenden
  - Bengali
  - Meuterei auf der Bounty*
  - Ein Butler in Amerika
  - Wer schoss auf Robin?

- 1936:
  - Mr. Deeds geht in die Stadt
  - Louis Pasteur
  - Moderne Zeiten
  - Blinde Wut
  - Winterset
  - The Devil is a Sissy
  - Höhe Null
  - Romeo und Julia
  - Der Gefangene von Zenda
  - Green Pastures

- 1937:
  - Night Must Fall
  - Das Leben des Emile Zola*
  - Geheimbund Schwarze Legion
  - Die Kameliendame
  - Make Way for Tomorrow
  - Die gute Erde
  - They Won’t Forget
  - Manuel
  - Ein Stern geht auf
  - Bühneneingang

- 1938:
  - Die Zitadelle
  - Schneewittchen und die sieben Zwerge
  - The Beachcomber
  - To the Victor
  - Sing You Sinners
  - The Edge of the World
  - Of Human Hearts
  - Jezebel – Die boshafte Lady
  - South Riding
  - Three Comrades

- 1939:
  - Ich war ein Spion der Nazis
  - Sturmhöhe
  - Ringo
  - Ninotschka
  - Der junge Mr. Lincoln
  - Crisis
  - Auf Wiedersehen, Mr. Chips
  - Mr. Smith geht nach Washington
  - Die wilden Zwanziger
  - Der Spion in Schwarz

### 1940er
- 1940:
  - Früchte des Zorns
  - Der große Diktator
  - Von Mäusen und Menschen
  - Unsere kleine Stadt
  - Fantasia
  - Der lange Weg nach Cardiff
  - Der Auslandskorrespondent
  - The Biscuit Eater
  - Vom Winde verweht* (1940)
  - Rebecca* (1941)

- 1941:
  - Citizen Kane
  - Schlagende Wetter*
  - The Little Foxes
  - The Stars Look Down
  - Dumbo
  - Entscheidung in der Sierra
  - Urlaub vom Himmel
  - Tom, Dick und Harry
  - Der Weg nach Sansibar
  - Die Falschspielerin

- 1942:
  - In Which We Serve
  - One of Our Aircraft Is Missing
  - Mrs. Miniver*
  - Journey for Margaret
  - Wake Island
  - The Male Animal
  - Der Major und das Mädchen
  - Sullivans Reisen
  - Silbermond und Kupfermünze
  - The Pied Piper

- 1943:
  - Ritt zum Ox-Bow
  - Watch on the Rhine
  - In die japanische Sonne
  - Holy Matrimony
  - Das Geständnis einer Frau (The Hard Way)
  - Casablanca*
  - Heimweh
  - Bataan
  - Der Mond ging unter
  - The Next of Kin

- 1944:
  - None But the Lonely Heart
  - Der Weg zum Glück*
  - Sensation in Morgan’s Creek
  - Heil dem siegreichen Helden
  - Das Lied von Bernadette
  - Wilson
  - Meet Me in St. Louis
  - Dreißig Sekunden über Tokio
  - Thunder Rock
  - Das Rettungsboot

- 1945:
  - The True Glory
  - Das verlorene Wochenende*
  - Der Mann aus dem Süden
  - Schlachtgewitter am Monte Cassino
  - Die letzte Chance
  - Leben und Sterben des Colonel Blimp
  - Ein Baum wächst in Brooklyn
  - The Fighting Lady
  - The Way Ahead
  - Urlaub für die Liebe

- 1946:
  - Heinrich V.
  - Anna und der König von Siam
  - Begegnung
  - Die besten Jahre unseres Lebens*
  - Eine fatale Familie
  - Faustrecht der Prärie
  - Landung in Salerno
  - Rächer der Unterwelt
  - Rom, offene Stadt
  - Tagebuch einer Kammerzofe

- 1947:
  - Monsieur Verdoux – Der Frauenmörder von Paris
  - Geheimnisvolle Erbschaft
  - Schuhputzer
  - Im Kreuzfeuer
  - Boomerang!
  - Ausgestoßen
  - Tabu der Gerechten*
  - To Live in Peace
  - Ist das Leben nicht schön?
  - The Overlanders

- 1948:
  - Paisà
  - Tag der Rache
  - Die Gezeichneten
  - Der Schatz der Sierra Madre
  - Louisiana Story
  - Hamlet*
  - Die Schlangengrube
  - Schweigende Lippen
  - Johanna von Orleans
  - Die roten Schuhe

- 1949:
  - Fahrraddiebe
  - The Quiet One
  - Griff in den Staub
  - Die Erbin
  - Stürmische Jugend
  - Quartett
  - Deutschland im Jahre Null
  - Home of the Brave
  - Ein Brief an drei Frauen
  - Kleines Herz in Not

### 1950er
- 1950:
  - Boulevard der Dämmerung
  - Alles über Eva*
  - Asphalt-Dschungel (The Asphalt Jungle)
  - Die Männer
  - Auf des Schicksals Schneide (Edge of Doom)
  - Der Kommandeur
  - Unter Geheimbefehl
  - Der letzte Musketier
  - Der Haß ist blind (No Way Out)
  - Die rote Lola

- 1951:
  - Ein Platz an der Sonne
  - Die rote Tapferkeitsmedaille
  - Ein Amerikaner in Paris*
  - Der Tod eines Handlungsreisenden
  - Polizeirevier 21
  - Endstation Sehnsucht
  - Entscheidung vor Morgengrauen
  - Der Fremde im Zug
  - Quo Vadis
  - Fourteen Hours

- 1952:
  - Der Sieger
  - Zwölf Uhr mittags
  - Rampenlicht
  - Der Fall Cicero
  - Schnee am Kilimandscharo
  - Ich bin ein Atomspion
  - Stadt der Illusionen
  - Du sollst mein Glücksstern sein (Singin’ In The Rain)
  - Die letzte Entscheidung (Above and Beyond)
  - My Son John

- 1953:
  - Julius Caesar
  - Mein großer Freund Shane
  - Verdammt in alle Ewigkeit*
  - Martin Luther
  - Lili
  - Ein Herz und eine Krone
  - Stalag 17
  - Der kleine Ausreißer
  - Mogambo
  - Das Gewand

- 1954:
  - Die Faust im Nacken*
  - Eine Braut für sieben Brüder
  - Ein Mädchen vom Lande
  - Ein neuer Stern am Himmel
  - Die Intriganten
  - Wunder der Prärie
  - Sabrina
  - 20.000 Meilen unter dem Meer
  - Helen Keller in Her Story
  - Schach dem Teufel

- 1955:
  - Geheimnisse der Steppe (The African Lion)
  - Marty*
  - Jenseits von Eden
  - Keine Zeit für Heldentum
  - Stadt in Angst
  - Traum meines Lebens
  - Die tätowierte Rose
  - Ein Mann namens Peter (A Man Called Peter)
  - … und nicht als ein Fremder
  - Picknick

- 1956:
  - In 80 Tagen um die Welt*
  - Moby Dick
  - Der König und ich
  - Vincent van Gogh – Ein Leben in Leidenschaft
  - Lockende Versuchung
  - Die Hölle ist in mir
  - Mädchen ohne Mitgift
  - Anastasia
  - Der Mann, den es nie gab
  - Bus Stop

- 1957:
  - Die Brücke am Kwai*
  - Die zwölf Geschworenen
  - Lindbergh – Mein Flug über den Ozean
  - The Rising of the Moon
  - Albert Schweitzer
  - Ein süßer Fratz
  - Die Junggesellenparty (The Bachelor Party)
  - Duell im Atlantik
  - Giftiger Schnee
  - In einem anderen Land

- 1958:
  - Der alte Mann und das Meer
  - Getrennt von Tisch und Bett
  - Die Göttin (The Goddess)
  - The Last Hurrah
  - Der lange heiße Sommer
  - Windjammer
  - Die Katze auf dem heißen Blechdach
  - Die Brüder Karamasow
  - Jakobowsky und der Oberst
  - Gigi*

- 1959:
  - Geschichte einer Nonne
  - Ben Hur*
  - Anatomie eines Mordes
  - Das Tagebuch der Anne Frank
  - Mitten in der Nacht
  - The Man Who Understood Women
  - Manche mögens heiß
  - Plötzlich im letzten Sommer
  - Das letzte Ufer
  - Der unsichtbare Dritte

### 1960er
- 1960:
  - Söhne und Liebhaber
  - Alamo
  - Der endlose Horizont
  - Wer den Wind sät
  - Sunrise at Campobello
  - Elmer Gantry
  - Das Erbe des Blutes
  - Das Appartement*
  - Wilder Strom (Wild River)
  - The Dark at the Top of the Stairs

- 1961:
  - Frage Sieben (Question 7)
  - Haie der Großstadt (The Hustler)
  - West Side Story
  - Schloß des Schreckens (The Innocents)
  - … der werfe den ersten Stein (The Hoodlum Priest)
  - Sommer und Rauch (Summer and Smoke)
  - Chefarzt Dr. Pearson (The Young Doctors)
  - Urteil von Nürnberg (Judgment at Nuremberg)
  - Eins, Zwei, Drei (One, Two, Three)
  - Fanny

- 1962:
  - Der längste Tag
  - Die Verdammten der Meere
  - Licht im Dunkel
  - Lawrence von Arabien*
  - Long Days Journey Into Night
  - Whistle Down the Wind
  - Requiem for a Heavyweight
  - Bitterer Honig
  - Der Gefangene von Alcatraz
  - Hinter feindlichen Linien

- 1963:
  - Tom Jones – Zwischen Bett und Galgen*
  - Lilien auf dem Felde
  - All the Way Home
  - Der Wildeste unter Tausend
  - Lockender Lorbeerv
  - Herr der Fliegen
  - Das indiskrete Zimmer
  - Gesprengte Ketten
  - Das war der Wilde Westen
  - Der Kardinal

- 1964:
  - Becket
  - My Fair Lady*
  - Girl with Green Eyes
  - The World of Henry Orient
  - Alexis Sorbas
  - Topkapi
  - Das Haus im Kreidegarten
  - Stunden des Ruhms – Winston Churchills Leben und Werk
  - Four Days in November
  - An einem trüben Nachmittag

- 1965:
  - The Eleanor Roosevelt Story
  - Michelangelo – Inferno und Ekstase
  - Doktor Schiwago
  - Das Narrenschiff
  - Der Spion, der aus der Kälte kam
  - Darling
  - Die größte Geschichte aller Zeiten
  - Tausend Clowns
  - Der Zug
  - Meine Lieder – meine Träume*

- 1966:
  - Ein Mann zu jeder Jahreszeit*
  - Frei geboren – Königin der Wildnis
  - Der Verführer läßt schön grüßen
  - Wer hat Angst vor Virginia Woolf?
  - Die Bibel
  - Georgy Girl
  - John F. Kennedy: Years of Lightning, Day of Drums
  - It Happened Here
  - Die Russen kommen! Die Russen kommen!
  - Shakespeare Wallah

- 1967:
  - Die Herrin von Thornhill
  - Flüsternde Wände
  - Ulysses
  - Kaltblütig
  - The Family Way
  - Der Widerspenstigen Zähmung
  - Doktor Dolittle
  - Die Reifeprüfung
  - Die Stunde der Komödianten
  - Accident – Zwischenfall in Oxford

- 1968:
  - In den Schuhen des Fischers
  - Romeo und Julia
  - Yellow Submarine
  - Charly
  - Die Liebe eines Sommers
  - The Subject Was Roses
  - Der Löwe im Winter
  - Planet der Affen
  - Oliver*
  - 2001: Odyssee im Weltraum

- 1969:
  - Nur Pferden gibt man den Gnadenschuß
  - Ring of Bright Water
  - Topas
  - Goodbye, Mr. Chips
  - Luftschlacht um England
  - Isadora
  - Die besten Jahre der Miß Jean Brodie
  - Auch ein Sheriff braucht mal Hilfe
  - Der Marshal
  - Asphalt-Cowboy*

### 1970er
- 1970:
  - Patton – Rebell in Uniform*
  - Kes
  - Liebende Frauen
  - Five Easy Pieces – Ein Mann sucht sich selbst
  - Ryans Tochter
  - Kein Lied für meinen Vater
  - Tagebuch eines Ehebruchs
  - Love Story
  - The Virgin and the Gypsy
  - Tora! Tora! Tora!

- 1971:
  - Macbeth
  - Boyfriend (Ihr Liebhaber)
  - One Day in the Life of Ivan Denisovich
  - Brennpunkt Brooklyn*
  - Die letzte Vorstellung
  - Nikolaus und Alexandra
  - Der Mittler
  - King Lear
  - The Tales of Beatrix Potter
  - Tod in Venedig

- 1972:
  - Cabaret
  - Der Mann von La Mancha (Man of La Mancha)
  - Der Pate*
  - Das Jahr ohne Vater (Sounder)
  - 1776
  - The Effect of Gamma Rays on Man-in-the-Moon Marigolds
  - Beim Sterben ist jeder der Erste
  - The Ruling Class
  - Bill McKay – Der Kandidat
  - Frenzy

- 1973:
  - Der Clou*
  - Paper Moon
  - Bang the Drum Slowly
  - Serpico
  - Der Erfolgreiche (O Lucky Man!)
  - Der letzte Held Amerikas
  - Botschaft für Lady Franklin (The Hireling)
  - Der Tag des Delphins
  - So wie wir waren

- 1974:
  - Der Dialog
  - Mord im Orient-Expreß
  - Chinatown
  - Das letzte Kommando
  - Harry und Tonto
  - Eine Frau unter Einfluß
  - Diebe wie wir (Thieves Like Us)
  - Lenny
  - Daisy Miller
  - Die drei Musketiere

- 1975:
  - Nashville, Barry Lyndon
  - Conduct Unbecoming
  - Einer flog über das Kuckucksnest*
  - Lies My Father Told Me
  - Hundstage
  - Der Tag der Heuschrecke
  - Beruf: Reporter
  - Hearts of the West
  - Fahr zur Hölle, Liebling
  - Alice lebt hier nicht mehr

- 1976:
  - Die Unbestechlichen
  - Network
  - Rocky*
  - Der letzte Tycoon
  - The Seven-Per-Cent Solution
  - Der Strohmann
  - Der letzte Scharfschütze
  - Familiengrab
  - Mel Brooks’ letzte Verrücktheit: Silent Movie
  - Schwarzer Engel

- 1977:
  - Am Wendepunkt
  - Der Stadtneurotiker*
  - Julia
  - Krieg der Sterne
  - Unheimliche Begegnung der dritten Art
  - The Late Show
  - Nur Samstag Nacht
  - Equus – Blinde Pferde
  - The Picture Show Man
  - Harlan County, USA

- 1978:
  - In der Glut des Südens
  - Coming Home – Sie kehren heim
  - Innenleben
  - Superman
  - Movie Movie
  - 12 Uhr nachts – Midnight Express
  - Eine entheiratete Frau
  - Pretty Baby
  - Girlfriends
  - Eine Farm in Montana

- 1979:
  - Manhattan
  - Yanks – Gestern waren wir noch Fremde
  - Die Europäer (The Europeans)
  - Das China-Syndrom
  - Vier irre Typen – Wir schaffen alle, uns schafft keiner
  - Apocalypse Now
  - Willkommen Mr. Chance
  - Flucht in die Zukunft
  - Die Bullen von Dallas (North Dallas Forty)
  - Kramer gegen Kramer*

### 1980er
- 1980:
  - Eine ganz normale Familie*
  - Wie ein wilder Stier
  - Nashville Lady
  - Tess
  - Melvin und Howard
  - Der große Santini
  - Der Elefantenmensch
  - Der lange Tod des Stuntman Cameron
  - Die Schulhofratten von Chicago
  - Der starke Wille

- 1981:
  - Die Stunde des Siegers*, Reds
  - Atlantic City, USA
  - Stevie
  - Gallipoli
  - Am goldenen See
  - Prince of the City
  - Jäger des verlorenen Schatzes
  - Land meines Herzens
  - Das süße Wort Verheißung
  - Der Fall des Lieutnant Morant

- 1982:
  - Gandhi*
  - The Verdict – Die Wahrheit und nichts als die Wahrheit
  - Sophies Entscheidung
  - Ein Offizier und Gentleman
  - Vermißt
  - E.T. – Der Außerirdische
  - Garp und wie er die Welt sah
  - Tootsie
  - Moonlighting
  - Die Erwählten

- 1983:
  - Betrayal, Zeit der Zärtlichkeit*
  - Rita will es endlich wissen
  - Comeback der Liebe
  - The Dresser
  - Der Stoff, aus dem die Helden sind
  - Das letzte Testament
  - Local Hero
  - Der große Frust
  - Cross Creek
  - Yentl

- 1984:
  - Reise nach Indien
  - Paris, Texas
  - The Killing Fields
  - Ein Platz im Herzen
  - Die Auseinandersetzung
  - Country
  - Sergeant Waters – Eine Soldatengeschichte
  - Birdy
  - Careful, He Might Hear You
  - Unter dem Vulkan

- 1985:
  - Die Farbe Lila
  - Jenseits von Afrika*
  - A Trip to Bountiful – Reise ins Glück
  - Der einzige Zeuge
  - Kuß der Spinnenfrau
  - Die Ehre der Prizzis
  - Zurück in die Zukunft
  - Die letzte Jagd
  - Blood Simple – Eine mörderische Nacht
  - Dreamchild

- 1986:
  - Zimmer mit Aussicht
  - Hannah und ihre Schwestern
  - Mein wunderbarer Waschsalon
  - Die Fliege
  - Stand by Me – Das Geheimnis eines Sommers
  - Die Farbe des Geldes
  - Gottes vergessene Kinder
  - Um Mitternacht
  - Peggy Sue hat geheiratet
  - Mission

- 1987:
  - Das Reich der Sonne
  - Der letzte Kaiser*
  - Nachrichtenfieber – Broadcast News
  - The Untouchables – Die Unbestechlichen
  - Gaby – Eine wahre Geschichte
  - Schrei nach Freiheit
  - Eine verhängnisvolle Affäre
  - Hope and Glory
  - Wall Street
  - Full Metal Jacket

- 1988:
  - Mississippi Burning – Die Wurzel des Hasses
  - Gefährliche Liebschaften
  - Angeklagt
  - Die unerträgliche Leichtigkeit des Seins
  - Die letzte Versuchung Christi
  - Tucker
  - Big
  - Die Flucht ins Ungewisse
  - Gorillas im Nebel
  - Midnight Run – Fünf Tage bis Mitternacht

- 1989:
  - Miss Daisy und ihr Chauffeur*
  - Henry V.
  - Sex, Lügen und Video
  - Die fabelhaften Baker Boys
  - Mein linker Fuß
  - Der Club der toten Dichter
  - Verbrechen und andere Kleinigkeiten
  - Geboren am 4. Juli
  - Glory
  - Feld der Träume

### 1990s
- 1990:
  - Der mit dem Wolf tanzt*
  - Hamlet
  - GoodFellas – Drei Jahrzehnte in der Mafia
  - Zeit des Erwachens
  - Die Affäre der Sunny von B.
  - Miller’s Crossing
  - Metropolitan – Verdammt, bourgeois, verliebt
  - Mr. & Mrs. Bridge
  - Avalon
  - Grifters

- 1991:
  - Das Schweigen der Lämmer*
  - Bugsy
  - Grand Canyon – Im Herzen der Stadt
  - Thelma & Louise
  - Homicide
  - Schatten der Vergangenheit
  - Boyz n the Hood – Jungs im Viertel
  - Die Lust der schönen Rose
  - Frankie & Johnny
  - Jungle Fever

- 1992:
  - Wiedersehen in Howards End
  - The Crying Game
  - Glengarry Glen Ross
  - Eine Frage der Ehre
  - The Player
  - Erbarmungslos*
  - One False Move
  - Peter’s Friends
  - Bob Roberts
  - Malcolm X

- 1993:
  - Schindlers Liste*
  - Zeit der Unschuld
  - Was vom Tage übrig blieb
  - Das Piano
  - Shadowlands
  - Im Namen des Vaters
  - Philadelphia
  - Viel Lärm um nichts
  - Short Cuts
  - The Joy Luck Club

- 1994:
  - Forrest Gump*
  - Pulp Fiction
  - Quiz Show
  - Vier Hochzeiten und ein Todesfall
  - Bullets Over Broadway
  - Ed Wood
  - Die Verurteilten
  - Nobody’s Fool – Auf Dauer unwiderstehlich
  - King George – Ein Königreich für mehr Verstand
  - Tom & Viv
  - Heavenly Creatures

- 1995:
  - Sinn und Sinnlichkeit
  - Apollo 13
  - Carrington
  - Leaving Las Vegas
  - Hallo, Mr. President
  - Geliebte Aphrodite
  - Smoke
  - Jane Austens Verführung
  - Braveheart*
  - Die üblichen Verdächtigen

- 1996:
  - Shine – Der Weg ins Licht
  - Der englische Patient*
  - Fargo
  - Lügen und Geheimnisse
  - Alle sagen: I love you
  - Evita
  - Sling Blade
  - Trainspotting – Neue Helden
  - Larry Flynt – Die nackte Wahrheit
  - Breaking the Waves und Jerry Maguire – Spiel des Lebens

- 1997:
  - L.A. Confidential
  - Besser geht’s nicht
  - Wings of the Dove – Die Flügel der Taube
  - Good Will Hunting
  - Titanic*
  - Das süße Jenseits
  - Boogie Nights
  - Ganz oder gar nicht
  - Der Regenmacher
  - Jackie Brown

- 1998:
  - Gods and Monsters
  - Der Soldat James Ryan
  - Elizabeth
  - Happiness
  - Shakespeare in Love*
  - The Butcher Boy
  - Lolita
  - Der schmale Grat
  - Ein einfacher Plan
  - Tanz in die Freiheit

- 1999:
  - American Beauty*
  - Der talentierte Mr. Ripley
  - Magnolia
  - Insider
  - Eine wahre Geschichte – The Straight Story
  - Das schwankende Schiff
  - Boys Don’t Cry
  - Being John Malkovich
  - Tumbleweeds
  - Three Kings – Es ist schön König zu sein

### 2000er
- 2000:
  - Quills – Macht der Besessenheit
  - Traffic – Macht des Kartells
  - Croupier – Das tödliche Spiel mit dem Glück
  - You Can Count on Me
  - Billy Elliot – I Will Dance
  - Bevor es Nacht wird
  - Gladiator*
  - Die WonderBoys
  - Ein Hauch von Sonnenschein
  - Dancer in the Dark

- 2001:
  - Moulin Rouge
  - In the Bedroom
  - Ocean’s Eleven
  - Memento
  - Monster’s Ball
  - Black Hawk Down
  - The Man Who Wasn’t There
  - A.I. – Künstliche Intelligenz
  - Das Versprechen
  - Mulholland Drive – Straße der Finsternis

- 2002:
  - The Hours – Von Ewigkeit zu Ewigkeit
  - Chicago*
  - Gangs of New York
  - Der stille Amerikaner
  - Adaptation.
  - Long Walk Home
  - Der Pianist
  - Dem Himmel so fern
  - Thirteen Conversations About One Thing
  - Frida

- 2003:
  - Mystic River
  - Last Samurai
  - Station Agent
  - 21 Gramm
  - Haus aus Sand und Nebel
  - Lost in Translation
  - Unterwegs nach Cold Mountain
  - In America
  - Seabiscuit – Mit dem Willen zum Erfolg
  - Master & Commander – Bis ans Ende der Welt

- 2004:
  - Wenn Träume fliegen lernen
  - Aviator
  - Hautnah
  - Million Dollar Baby*
  - Sideways
  - Kinsey – Die Wahrheit über Sex
  - Vera Drake
  - Ray
  - Collateral
  - Hotel Ruanda

- 2005:
  - Good Night, and Good Luck.
  - Brokeback Mountain
  - Capote
  - L.A. Crash*
  - A History of Violence
  - Match Point
  - Die Geisha
  - München
  - Syriana
  - Walk the Line

- 2006:
  - Letters from Iwo Jima
  - Babel
  - Blood Diamond
  - Departed – Unter Feinden*
  - Der Teufel trägt Prada
  - Flags of Our Fathers
  - Die History Boys – Fürs Leben lernen
  - Little Miss Sunshine
  - Tagebuch eines Skandals
  - Der bunte Schleier

- 2007:
  - No Country for Old Men*
  - Die Ermordung des Jesse James durch den Feigling Robert Ford
  - Abbitte
  - Das Bourne Ultimatum
  - Das Beste kommt zum Schluss
  - Into the Wild
  - Juno
  - Drachenläufer
  - Lars und die Frauen
  - Michael Clayton
  - Sweeney Todd – Der teuflische Barbier aus der Fleet Street

- 2008:
  - Slumdog Millionär*
  - Burn After Reading – Wer verbrennt sich hier die Finger?
  - Der fremde Sohn
  - Der seltsame Fall des Benjamin Button
  - The Dark Knight
  - Defiance – Für meine Brüder, die niemals aufgaben
  - Frost/Nixon
  - Gran Torino
  - Milk
  - WALL·E – Der Letzte räumt die Erde auf
  - The Wrestler – Ruhm, Liebe, Schmerz

- 2009:
  - Up in the Air
  - (500) Days of Summer
  - An Education
  - Tödliches Kommando – The Hurt Locker*
  - Inglourious Basterds
  - Invictus – Unbezwungen
  - The Messenger – Die letzte Nachricht
  - A Serious Man
  - Star Trek
  - Oben
  - Wo die wilden Kerle wohnen

### 2010er
- 2010:
  - The Social Network
  - Another Year
  - The Fighter
  - Hereafter – Das Leben danach
  - Inception
  - The King’s Speech*
  - Shutter Island
  - The Town – Stadt ohne Gnade
  - Toy Story 3
  - True Grit
  - Winter’s Bone

- 2011:
  - Hugo Cabret
  - The Artist*
  - The Descendants – Familie und andere Angelegenheiten
  - Drive
  - Verblendung
  - Harry Potter und die Heiligtümer des Todes – Teil 2
  - The Ides of March – Tage des Verrats
  - J. Edgar
  - The Tree of Life
  - Gefährten

- 2012:
  - Argo*
  - Beasts of the Southern Wild
  - Django Unchained
  - Les Misérables
  - Lincoln
  - Looper
  - Promised Land
  - Silver Linings
  - Vielleicht lieber morgen
  - Zero Dark Thirty

- 2013:
  - Her
  - 12 Years a Slave*
  - Nächster Halt: Fruitvale Station
  - Gravity
  - Inside Llewyn Davis
  - Lone Survivor
  - Nebraska
  - Prisoners
  - Saving Mr. Banks
  - Das erstaunliche Leben des Walter Mitty
  - The Wolf of Wall Street

- 2014:
  - A Most Violent Year
  - American Sniper
  - Birdman oder (Die unverhoffte Macht der Ahnungslosigkeit)*
  - Boyhood
  - Herz aus Stahl
  - Gone Girl – Das perfekte Opfer
  - The Imitation Game – Ein streng geheimes Leben
  - Inherent Vice – Natürliche Mängel
  - The LEGO Movie
  - Nightcrawler – Jede Nacht hat ihren Preis
  - Unbroken

- 2015:
  - Mad Max: Fury Road
  - Bridge of Spies – Der Unterhändler
  - Creed – Rocky’s Legacy
  - The Hateful Eight
  - Alles steht Kopf
  - Der Marsianer – Rettet Mark Watney
  - Raum
  - Sicario
  - Spotlight*
  - Straight Outta Compton

- 2016:
  - Manchester by the Sea
  - Arrival
  - Hacksaw Ridge – Die Entscheidung
  - Hail, Caesar!
  - Hell or High Water
  - Hidden Figures – Unerkannte Heldinnen
  - La La Land
  - Moonlight*
  - Boston
  - Silence
  - Sully

- 2017:
  - Die Verlegerin (Bester Film)
  - Baby Driver
  - Call Me by Your Name
  - The Disaster Artist
  - Downsizing
  - Dunkirk
  - The Florida Project
  - Get Out
  - Lady Bird
  - Logan – The Wolverine
  - Der seidene Faden

- 2018:
  - Green Book – Eine besondere Freundschaft (Bester Film)
  - The Ballad of Buster Scruggs
  - Black Panther
  - Can You Ever Forgive Me?
  - Eighth Grade
  - First Reformed
  - If Beale Street Could Talk
  - Mary Poppins’ Rückkehr
  - A Quiet Place
  - Roma
  - A Star Is Born

- 2019:
  - The Irishman
  - 1917
  - Dolemite Is My Name
  - Le Mans 66 – Gegen jede Chance
  - Jojo Rabbit
  - Knives Out – Mord ist Familiensache
  - Marriage Story
  - Once Upon a Time in Hollywood
  - Der Fall Richard Jewell (Richard Jewell)
  - Der schwarze Diamant (Uncut Gems)
  - Waves

### 2020er
- 2020:
  - First Cow
  - Judas and the Black Messiah
  - Mein 40-jähriges Ich (The 40-Year-Old Version)
  - The Midnight Sky
  - Minari – Wo wir Wurzeln schlagen (Minari)
  - Neues aus der Welt (News of the World)
  - Nomadland
  - Promising Young Woman
  - Soul
  - Sound of Metal

- 2021: 
  - Licorice Pizza (Bester Film)
  - Belfast
  - Don’t Look Up
  - Dune
  - King Richard
  - The Last Duel
  - Nightmare Alley
  - Red Rocket
  - Macbeth
  - West Side Story

- 2022: 
  - Top Gun: Maverick (Bester Film)
  - Aftersun
  - Avatar: The Way of Water
  - The Banshees of Inisherin
  - Everything Everywhere All at Once
  - Die Fabelmans
  - Glass Onion: A Knives Out Mystery
  - RRR
  - Till – Kampf um die Wahrheit
  - The Woman King
  - Die Aussprache

- 2023:
  - Killers of the Flower Moon (Bester Film)[2]
  - Barbie
  - Der Junge und der Reiher (The Boy And The Heron / Kimitachi wa Dō Ikiru ka)
  - Ferrari
  - The Holdovers
  - The Iron Claw
  - Maestro
  - Oppenheimer
  - Past Lives – In einem anderen Leben (Past Lives)
  - Poor Things

- 2024:
  - Wicked (Bester Film)
  - Anora
  - A Real Pain
  - Babygirl
  - Furiosa: A Mad Max Saga
  - Gladiator II
  - Juror #2
  - Konklave
  - Like A Complete Unknown
  - Queer
  - Sing Sing